# Ӑ
Cette page contient des caractères spéciaux ou non latins. S’ils s’affichent mal (▯, ?, etc.), consultez la page d’aide Unicode.
Pour les articles homonymes, voir A brève.
Le А bref cyrillique (capitale Ӑ, minuscule ӑ) est une lettre de l'alphabet cyrillique, composée du A (A cyrillique) et du brève. Elle est utilisée en itelmène, en khanty, en tchouvache.

## Représentations informatiques
Le А brève peut être représenté avec les caractères Unicode suivants :
- précomposé (cyrillique) :

| formes    | représentations | chaînes de caractères | points de code | descriptions                        |
| --------- | --------------- | --------------------- | -------------- | ----------------------------------- |
| capitale  | Ӑ               | Ӑ                     | U+04D0         | lettre majuscule cyrillique a brève |
| minuscule | ӑ               | ӑ                     | U+04D1         | lettre minuscule cyrillique a brève |

- décomposé (cyrillique, diacritiques) :

| formes    | représentations | chaînes de caractères | points de code | descriptions                                    |
| --------- | --------------- | --------------------- | -------------- | ----------------------------------------------- |
| capitale  | Ӑ               | А◌̆                    | U+0410 U+0306  | lettre majuscule cyrillique a diacritique brève |
| minuscule | ӑ               | а◌̆                    | U+0430 U+0306  | lettre minuscule cyrillique a diacritique brève |